# Klaus Hübschmann

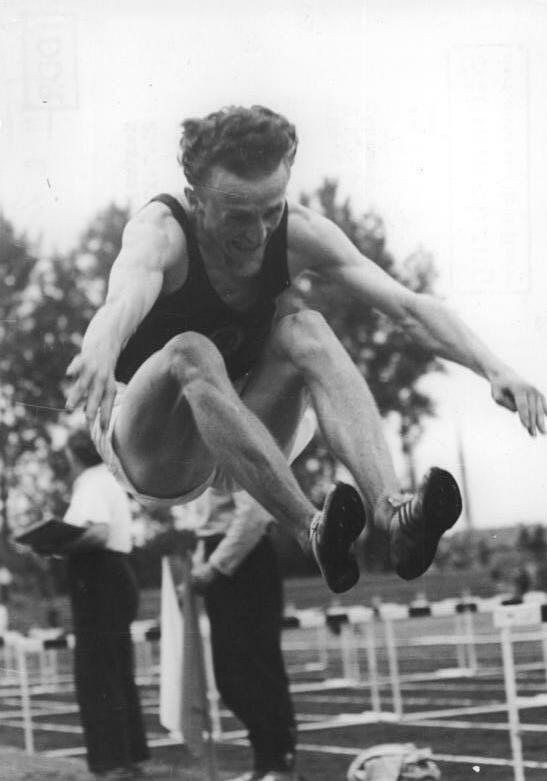
Klaus Hübschmann wird 1956 DDR-Meister im Weitsprung

Klaus Hübschmann (* 15. November 1932 in Grünstädtel; † 18. Juni 1991 in Aue (Sachsen)) war ein Leichtathlet, der für die Deutsche Demokratische Republik (DDR) antrat. 

## Werdegang
Der Sportler vom SC Wismut Karl-Marx-Stadt hatte sich bis 1956 noch nicht bei DDR-Meisterschaften platzieren können. Bei den Meisterschaften 1956 in Erfurt siegte er im Weitsprung mit 7,26 m und deutlichem Vorsprung vor Heinz Auga, im Dreisprung gewann er mit 14,31 m knapp vor Karl Thierfelder. 1957 belegte er mit 14,22 m den zweiten Platz hinter Thierfelder.  
Danach konnte sich Hübschmann nur noch zweimal bei DDR-Meisterschaften platzieren, 1961 und 1962 belegte er jeweils den fünften Rang. Am 10. Juni 1962 in Leipzig gelang ihm mit 15,18 m der weiteste Sprung seiner Karriere. 
Hübschmann arbeitete als Ingenieur; er war verheiratet und hatte zwei Töchter.

## Bestleistungen
- Weitsprung 7,26 m 1956
- Dreisprung 15,18 m 1962